# Burni Keruh (berg i Indonesien, lat 4,26, long 97,04)
Burni Keruh är ett berg i Indonesien.   Det ligger i provinsen Aceh, i den västra delen av landet, 1 600 km nordväst om huvudstaden Jakarta. Toppen på Burni Keruh är 2 251 meter över havet.
Terrängen runt Burni Keruh är bergig söderut, men norrut är den kuperad. Runt Burni Keruh är det mycket glesbefolkat, med 4 invånare per kvadratkilometer. I omgivningarna runt Burni Keruh växer i huvudsak städsegrön lövskog.